# Klaus Jungnickel
Klaus Jungnickel (27 settembre 1940 – Gießen, 7 gennaio 2024) è stato un cestista e allenatore di pallacanestro tedesco.

## Carriera
Con la Germania Ovest disputò i Campionati europei del 1965.

## Palmarès

### Giocatore
- Campionato tedesco: 2

MTV Gießen: 1966-67, 1967-68

### Allenatore
- Campionato tedesco: 1

MTV Gießen: 1974-75